# Ronan Blaney
Ronan Blaney ist ein Drehbuchautor, der bei der Oscarverleihung 2015 für seine Arbeit bei Boogaloo and Graham zusammen mit Michael Lennox für den Oscar in der Kategorie Bester Kurzfilm nominiert war. Für diesen Film gewann er 2015 zusammen mit Lennox und Brian J. Falconer auch einen British Academy Film Award. Blaney arbeitet in Teilzeit als Lehrer am Brownlow Integrated College in Lurgan in Nordirland. 2014 schrieb er das Theaterstück Pineapple für das Fast-&-Loose-Festival in Belfast.

## Filmographie (Auswahl)
- 2010: Coming Up (Fernsehserie)
- 2012: Love Bite – Nichts ist safer als Sex
- 2012: The Back of Beyond (Kurzfilm)
- 2012: Nine Lives (Kurzfilm)
- 2014: Boogaloo and Graham (Kurzfilm)
- 2019: A Good Woman Is Hard to Find